# Liste de revues informatiques sur papier
 (juillet 2006).
 (mai 2023).
Cette page présente une liste de revues ou magazines informatiques paraissant ou ayant paru sur papier. Elle ne concerne pas les revues ou magazines paraissant exclusivement sur internet.

## Revues françaises
Remarque: ces revues sont aussi disponibles en Belgique, mais elles coûtent plus cher (quelques % en plus) et apparaissent dans les kiosques avec un retard aléatoire.
Voir aussi Presse informatique

### Généralistes
- L'Informaticien
- 01 Informatique
- Le Monde informatique (n'est publié que sur internet depuis 2007)
- Click and Load
- Click and Load P2P
- Pirate Magazine

### Consacrées au monde Gnu/linux
- Linux Magazine France
- Linux Pratique
- Planète Linux
- Red Hat Magazine

### Consacrées au mondeMac OS X
- Àvosmac
- SVM Mac (a cessé de paraître en décembre 2011)
- Icreate
- Vous et votre MAC

### Consacrées au mondeiOS
- Àvosmac Tablettes

### Consacrées au monde Android
- Android Magazine
- Android Mobiles et Tablettes

### Consacrées au monde Windows
- CompétenceMicro
- Micro hebdo remplacé par 01net
- PC Solutions
- Compatibles PC Magazine
- PC trucs et astuces
- Windows PC trucs et astuces
- Windows et internet pratique

### Consacrées aux autres micro-ordinateurs
- Amiga Dream, devenu Dream, puis Login

### Consacrées au matériel
- Canard PC Hardware
- Hardware Magazine
- PC Assemblage
- PC Comparatif
- PC Update

### Consacrées à la distribution informatique
- ODI, l'Officiel de la Distribution Informatique
- OVS, l'Officiel des VAR et SSII
- Distributique
- CRN
- EDI, l'Essentiel de la Distribution Informatique

### Consacrées aux jeux vidéo
- Addict
- Background
- Canard PC
- Consoles News
- Consoles +
- GameFan
- GamePlay 128
- Gameplay RPG
- Joypad
- Jeux vidéo Magazine
- Nintendo le magazine officiel
- Magazine officiel PlayStation 2
- Magazine officiel Xbox
- Magazine officiel Xbox 360
- Mobils
- PC4WAR
- PC Jeux
- PSM2
- Retro Gamer
- XBM

### Consacrées aux simulateurs informatiques
- Micro Simulateur

### Consacrées à la programmation
- Programmez!
- Php Solutions : consacré au langage PHP (a cessé de paraître)

### Consacrées à la sécurité informatique
- MISC
- Mag-Securs

### Revues scientifiques et techniques
- Business & Information Systems Engineering ou BISE (revue à comité de lecture, relue par des pairs en double aveugle)

### Titres disparus
Une liste plus complète de titres disparus est disponible en ligne
- Amstar & CPC
- Amstrad Cent Pour Cent
- Amstrad Magazine
- Amstrad PC
- Banzzaï
- Byte
- Comptiq
- Computer Gaming World
- Computer Reseller News
- Consoles Max
- Cubezone
- Dreamzone
- Décision Informatique
- Développeur Référence
- Distributique
- GameDream
- Génération 4 / Gen4
- Génération PC
- Golden
- Hacker Magazine
- Hardcore Gamer
- Hebdogiciel
- Info PC
- Internet pratique
- Joystick
- L'Ordinateur de poche
- L'Ordinateur Individuel
- LIST
- Login: anciennement Dream et Amiga Dream († 2005)
- MacWorld - France
- Mega Force
- Micro7
- Micro Systèmes
- Micro-actuel (2005-2012)
- Micros et Robots
- OPC
- ORDI-Magazine
- PC Expert
- PC Fun
- PC Team
- PC Soluce
- Play2
- Player One
- Player
- Pom's
- Red Hat Magazine
- Soft & Micro
- ST Format
- SVM
- TEOphile
- Tilt
- Total!
- Trace
- Univers Mac († sept-2007)
- Web magazine
- Yahoo! Internet Life

## Revues canadiennes

### Généralistes gratuites
- Québec Micro revue mensuelle